# La Monnerie-le-Montel
La Monnerie-le-Montel [la mɔnʁi lə mɔ̃tɛl] ist eine französische Gemeinde im Département Puy-de-Dôme in der Region Auvergne-Rhône-Alpes. Sie gehört zum Arrondissement Thiers und zum Kanton Thiers (bis 2015: Kanton Saint-Rémy-sur-Durolle). Die Kommune hat 1.624 Einwohner (Stand: 1. Januar 2022), die Monnerois genannt werden.

## Lage und Verkehr
La Monnerie-le-Montel liegt etwa 41 Kilometer ostnordöstlich von Clermont-Ferrand an der Durolle. Umgeben wird La Monnerie-le-Montel von den Nachbargemeinden Saint-Rémy-sur-Durolle im Norden, Palladuc im Nordosten, Celles-sur-Durolle im Süden und Osten sowie Thiers im Westen.
Durch die Gemeinde führt die frühere Nationalstraße N 89 (heutige Departementsstraße D 2089). Am nordöstlichen Rand verläuft die Autobahn A 89.
Der Ort hat einen Bahnhof (La Monnerie-Saint-Rémy) an der Bahnstrecke Clermont-Ferrand–Saint-Just-sur-Loire. Diese wurde im entsprechenden Abschnitt am 20. August 1877 durch die Compagnie des chemins de fer de Paris à Lyon et à la Méditerranée eröffnet. Am 1. Juni 2016 endete der Personenverkehr.
La Monnerie-le-Montel ist heute Bestandteil des Regionalen Naturparks Livradois-Forez.

## Bevölkerungsentwicklung

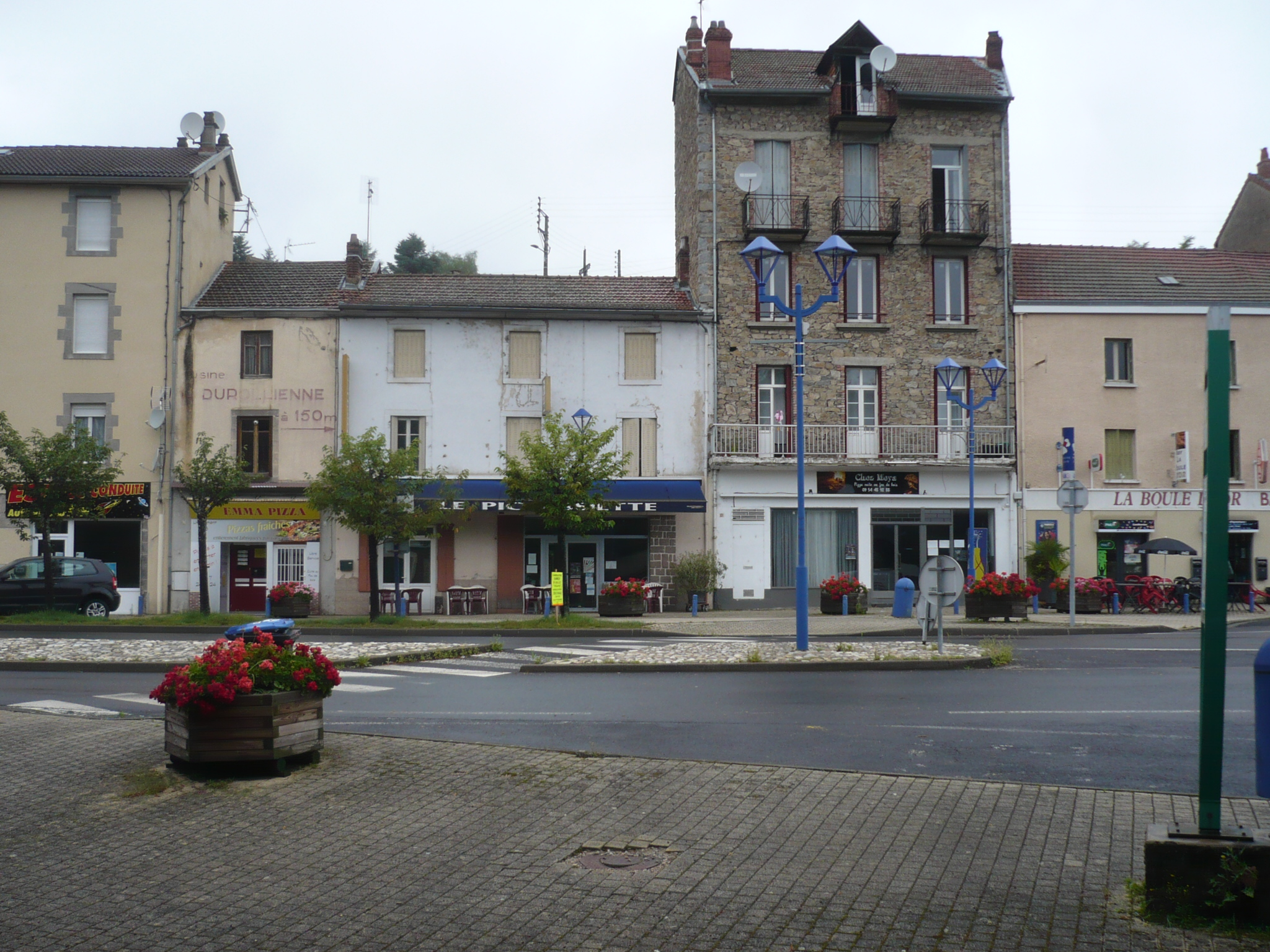
Häuser an der Rue de la Gare

| Jahr                       | 1962 | 1968 | 1975 | 1982 | 1990 | 1999 | 2006 | 2012 |
| Einwohner                  | 2430 | 2714 | 2868 | 2729 | 2594 | 2241 | 2126 | 1915 |
| Quellen: Cassini und INSEE |      |      |      |      |      |      |      |      |